# Paraty
Paraty is een plaats en gemeente in de Braziliaanse deelstaat Rio de Janeiro in het zuidoosten van het land. Het valt bestuurlijk gezien onder de mesoregio Sul Fluminense en de microregio Baía da Ilha Grande en ligt in het zuidwesten van de deelstaat aan de zogenaamde Costa Verde. De gemeente telde volgens de schatting van het Instituto Brasileiro de Geografia e Estatística (IBGE) in 2013 39.434 inwoners en met een oppervlakte van ongeveer 925,05 km² bedroeg de bevolkingsdichtheid 42,6 inwoners per vierkante kilometer. Sinds 2019 staat de stad op de Unesco-Werelderfgoedlijst.

## Geografie

### Topografie
Paraty ligt in het zuidwesten van de deelstaat aan de Costa Verde op zo'n 258 km ten westen van Rio de Janeiro. De oude stadskern ligt op 5 meter hoogte tussen de mondingen van de Rio Peruquê-Açu in het noorden en de Rio Matheus Nunes in het zuiden aan de Baai van Parati, onderdeel van de grotere Baai van Ilha Grande, die gelegen is aan de Atlantische Oceaan.
De gemeente beslaat een oppervlakte van 925,05 km² en is daarmee van de grotere gemeentes in de deelstaat, maar ruim 172 keer kleiner dan de grootste gemeente van heel Brazilië. Het grenst aan Angra dos Reis in het oosten, Cunha (SP) in het noorden, Ubatuba (SP) in het westen en de Atlantische Oceaan in het zuiden. De grens met São Paulo in het westen en noorden wordt gevormd door de bosrijke bergen van de Serra do Mar, waar de bioom van het Atlantisch Woud nog te vinden is. De kust ligt dicht bij de bergen en bestaat uit kleine baaitjes en eilanden met strandjes. In het zuidoosten van de gemeente ligt een schiereiland met daarop de Pico do Cairocu, die tot boven de 800 m rijst.

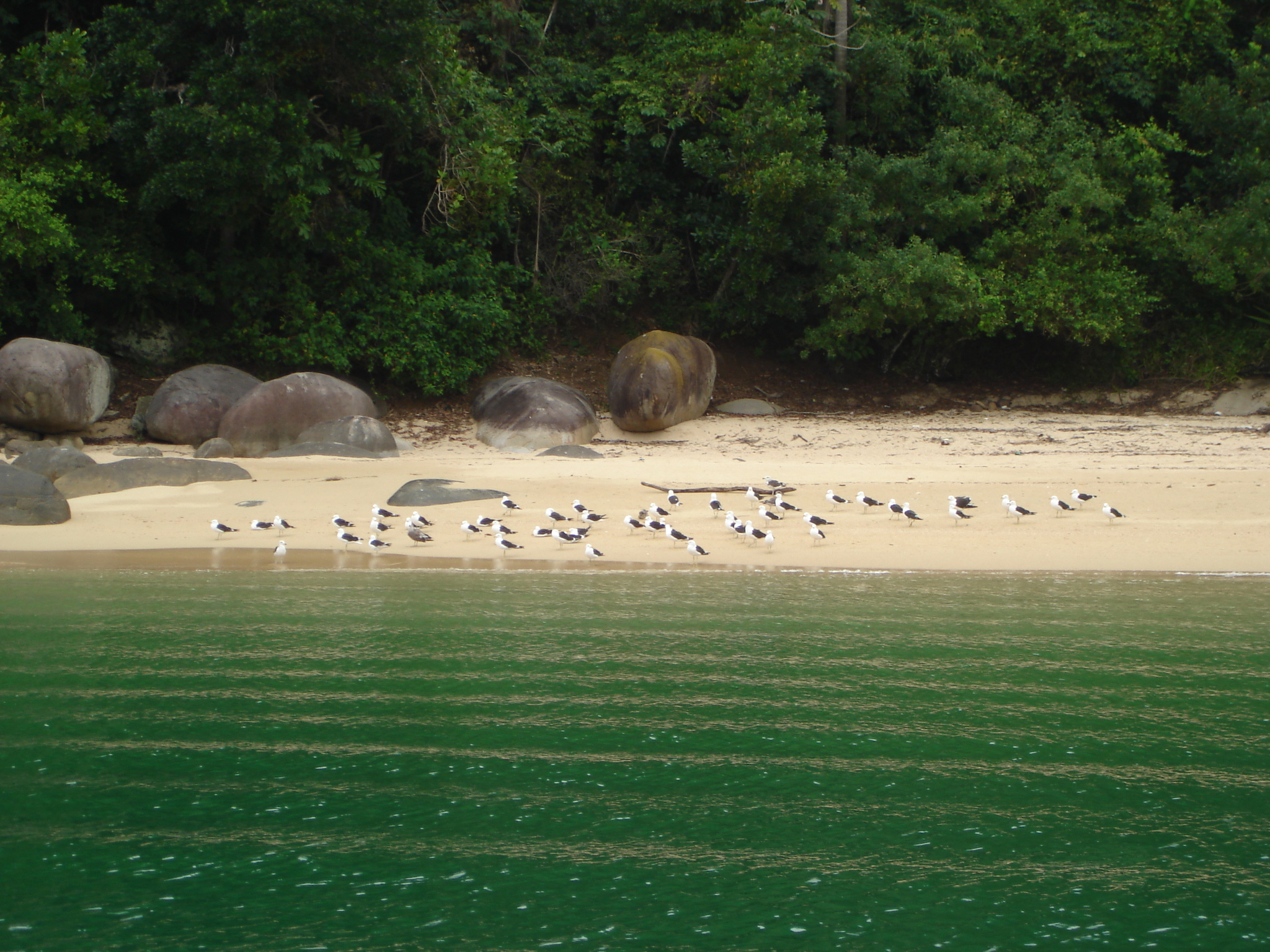
Een strand met een groep kelpmeeuwen op het Ilha do Pelado
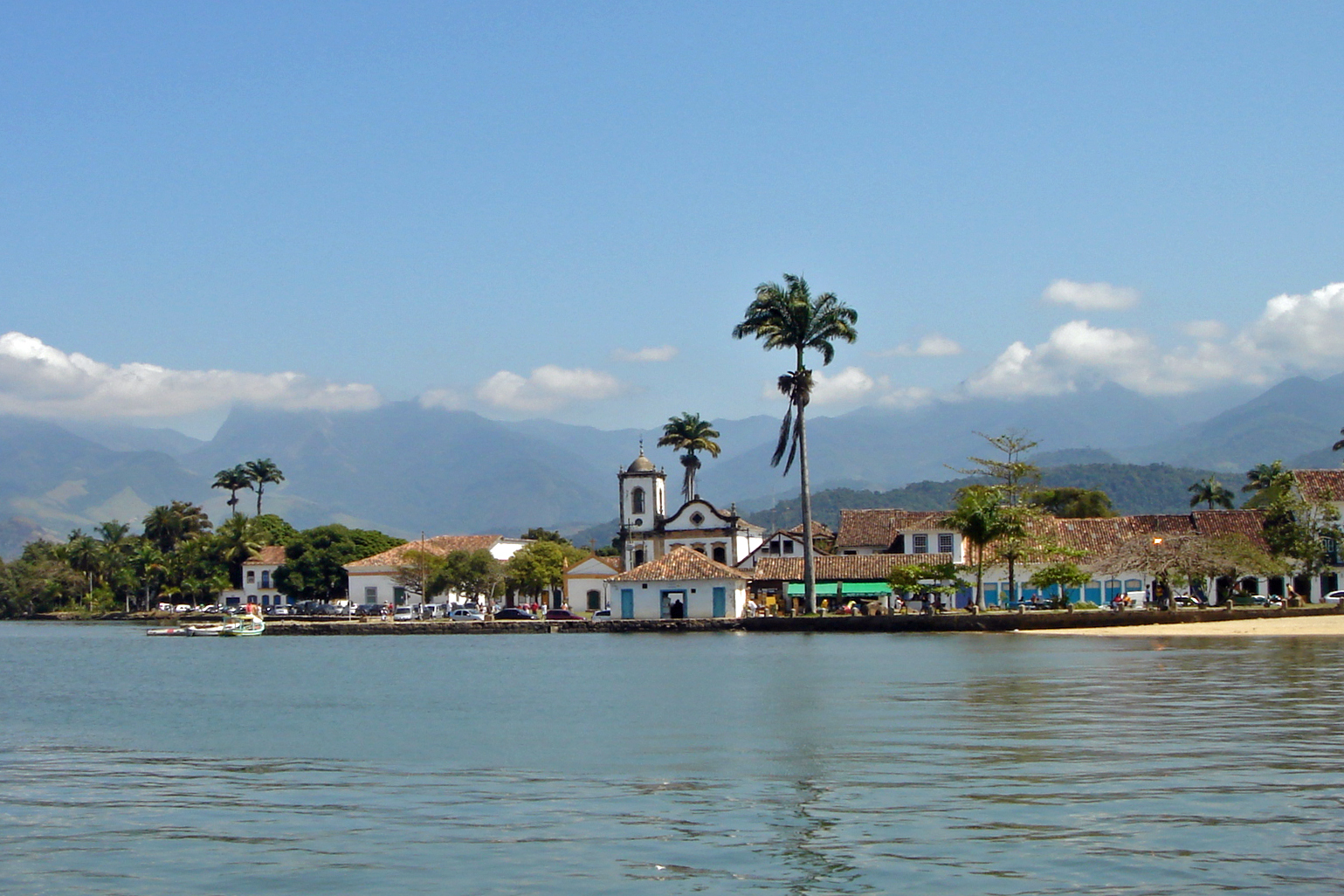
Uitzicht op Paraty met de Igreja de Santa Rita dos Pardos Libertos vanuit de baai

### Klimaat
De plaats heeft een vochtig subtropisch klimaat, een zogenaamd Cwa-klimaat volgens Köppen, met jaarlijks veel neerslag en gemiddelde temperaturen tussen de 15 en de 25 °C.
| Maand                  | jan | feb | mrt | apr | mei | jun | jul | aug | sep | okt | nov | dec | Jaar  |
| ---------------------- | --- | --- | --- | --- | --- | --- | --- | --- | --- | --- | --- | --- | ----- |
| Gemiddeld maximum (°C) | 25  | 25  | 25  | 24  | 22  | 22  | 21  | 22  | 23  | 24  | 24  | 25  | 23,5  |
| Gemiddeld minimum (°C) | 20  | 20  | 19  | 18  | 16  | 15  | 15  | 15  | 16  | 18  | 18  | 19  | 17,4  |
|                        |     |     |     |     |     |     |     |     |     |     |     |     |       |
| Neerslag (mm)          | 264 | 234 | 245 | 160 | 97  | 67  | 74  | 63  | 134 | 177 | 203 | 250 | 1.968 |
| Bron: Climatempo       |     |     |     |     |     |     |     |     |     |     |     |     |       |

## Verkeer en vervoer
De plaats ligt halverwege Rio de Janeiro en Santos aan de BR-101, die in het noordoosten de gemeente binnenkomt en in het zuidwesten de gemeente weer verlaat. De hele weg loopt over het algemeen in verticale richting van Touros in het noordoosten van Brazilië naar São José do Norte in het zuiden. Het verbindt Paraty met onder andere het aangrenzende Angra dos Reis en Rio de Janeiro in het oosten en het aangrenzende Ubatuba en de havenstad Santos in het westen. De RJ-165 gaat vanaf de hoofdplaats door de bergen richting Cunha en er zijn plannen om de BR-459 door te trekken naar Angra dos Reis via de RJ-165 in Paraty.

## Stedenband
Paraty heeft een stedenband met:
- Capri (Italië), sinds 2012[8]